# 喬許·布洛林
喬許·詹姆斯·布洛林（英語：Josh James Brolin，/ˈbroʊlɪn/，1968年2月12日—），美國男演員，自1985年從影以來，演出過戲劇、電影和一些電視角色，知名電影如有《七寶奇謀》（1985年）、《Thrashin'》（1986年）、《險路勿近》（2007年）、《殊不簡單》（2008年）、《自由大道》（2008年）、《美國黑幫》（2007年）、《真實的勇氣》（2010年）、《MIB星際戰警3》（2012年）和《風雲男人幫》（2013年）。
在2010年的一次採訪中，布洛林自稱是1980年龐克搖滾樂隊Rich Kids on LSD的成員，此外他主持兩次過《週六夜現場》，於2012年4月第二次播出。
他為漫威電影宇宙《復仇者聯盟：無限之戰》（2018年）與《復仇者聯盟：終局之戰》（2019年）中飾演著名大反派角色薩諾斯而讓知名度享譽全球。

## 早年
喬許·布洛林出生於加利福尼亞州的聖莫尼卡，父親為演員詹姆斯·布洛林，母親是德克薩斯州聖體市的野生動物活動家Jane Cameron Agee。他時常待在加利福尼亞州的牧場，很少接觸父親的演藝事業。1984年父母離婚時，他16歲。而後，歌手兼演員芭芭拉·史翠珊成為他的繼母。他最大的興趣就是常常即興表演。
布洛林在2014年接受採訪時表示自己十幾歲時是衝浪友誼組織「Cito Rats」的成員。布洛林這樣形同這個團體：「在1980年代的聖巴巴拉，這就是龐克搖滾，你要么是父母有錢但被他們忽視的小孩，要么是父母貧窮但被他們忽視的小孩，就這樣混在一起。而我們基本上是以同樣的方式長大。後來，我再沒見過像這樣的組合。」布洛林也承認曾經偷車來買毒品吸食，其中包括海洛因，他解釋自己並不喜歡吸毒：「我的意思是，我從來沒有沉迷它，也沒有為它而死，這是一件好事。我已經有19個朋友離開人世，大部分和我一起長大的朋友，他們都不在了。」
布洛林20多歲時開始積極地玩股票，並一度考慮停止當演員。2014年，他解釋自己在三年的時間裡賺了很多錢：「恐懼和貪婪，就是一切。我的交易非常具針對性。我發現股票的勢頭，其中有上下起伏的空間，我只是抓住了一個小小的機會」。他是已解散的股票交易網站MarketProbability.com的聯合創始人。

## 職業生涯
布洛林的演藝事業始於電視電影和在電視節目中擔任嘉賓，之後在李察·唐納導演的電影《七寶奇謀》（1985年）扮演重要角色沃爾什。他曾是影集《龍虎少年隊》主角湯姆·漢森的熱門人選，和強尼·戴普一起進入最後的演員名單，最後雖然由戴普取得角色，但仍維持著兩人的友好關係。布洛林則在第一季中客串演出一集。
布洛林在他的第二部電影《Thrashin'》上映後離開電影表演很多年，他稱自己在片中的演出「糟透了」。後面幾年，他在紐約的羅徹斯特演舞來劇，與安東尼·澤布成為良師益友。布洛林早期職業生涯中較為突出的角色是電視劇《原野飆龍》的詹姆斯·巴特勒·希科克，總共演出三季（1989年至1992年）。他曾參與其他兩部電視劇《Winnetka Road》（1994年）和《史德林先生》（2003年），但角色都在幾集之後消失。
在布洛林的大量電影作品中，包括2000年末到2010年初在許多電影裡扮演邪惡角色，如《索女·喪屍·機關槍》中的反派（昆汀·塔倫提諾和羅伯特·羅德里格茲合導的《刑房》的兩個長篇之一）、葛斯·范·桑的《自由大道》、《美國黑幫》與奧利華·史東的《華爾街：金錢萬歲》。他在科恩兄弟的《險路勿近》中擔任主角。
布洛林也演出了奧利華·史東於2008年上映的另一部作品《殊不簡單》中的喬治·華克·布希，這是一部描寫布希總統人生重要事件的傳記片。史東一開始並不確定布洛林能否勝任這個角色。他在決定由布洛林擔綱演出時說道：

在我看來，他似乎是合適的人選。雖然有著古典帥氣，我想他會首先考慮自己是不是適合這角色的演員，這方面，我把他看作是布希。喬許當然有著明星級的號召力，可以是男主角，但我不認為他一定想要那樣。我覺得他真的很享受讓自己消失在一個角色裡。

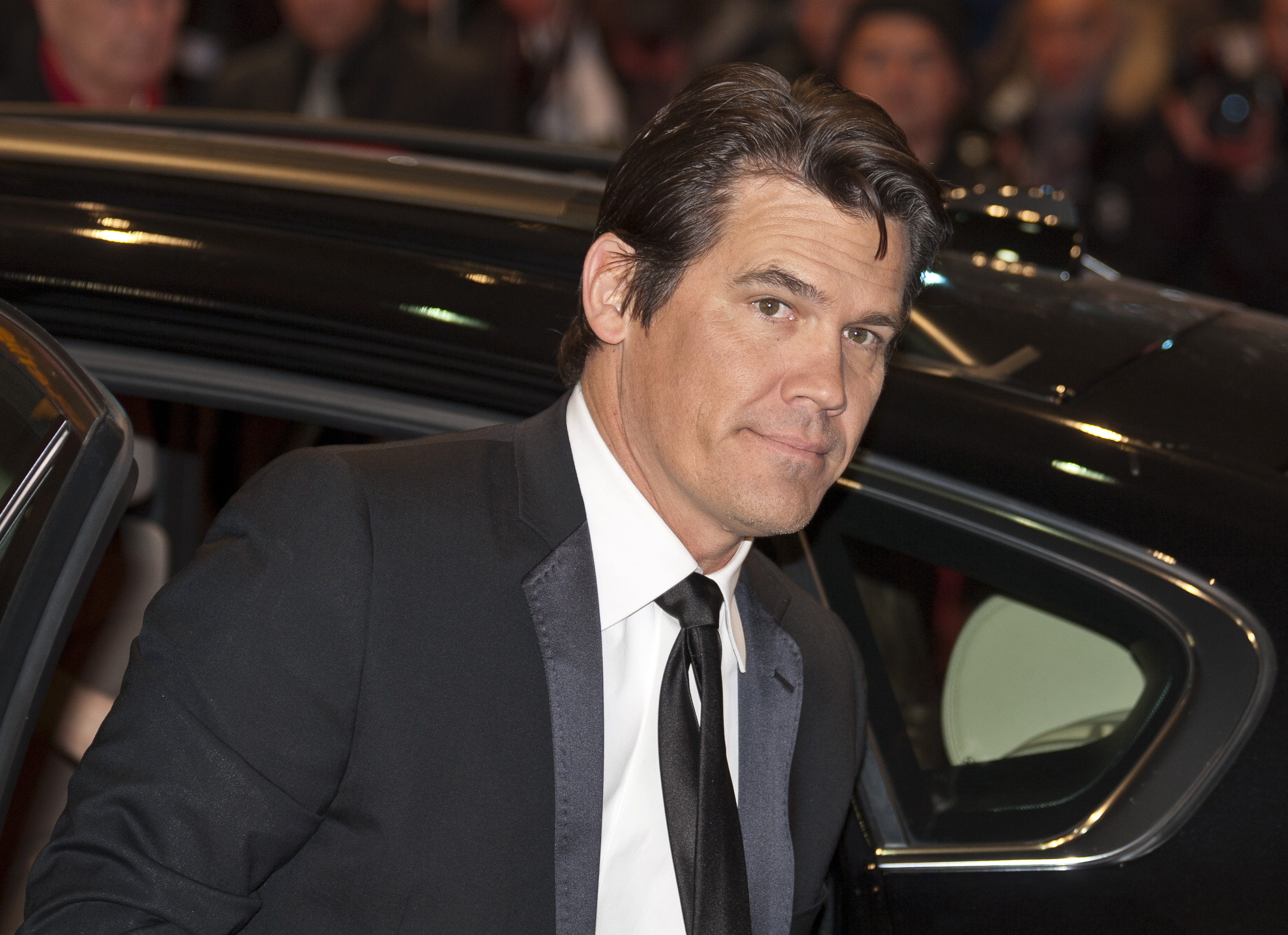
布洛林在2011年的柏林影展上

布洛林在傳記電影《自由大道》中扮演市議員丹·懷特並獲得奧斯卡最佳男配角提名，在片中謀殺舊金山議員哈維·米爾克和市長喬治·莫斯康尼。他因為在奧斯卡頒獎典禮上戴白色領結聲援婚姻平等運動上了新聞。布洛林對一位記者表示，扮演《自由大道》主角哈維·米爾克的西恩·潘鼓足勇氣讓飾演男同性戀者的演員不要緊張。在第一次演員聚會時，與會者包括詹姆士·弗朗科、艾米爾·荷許、迭戈·魯納，「潘走過來抓住我，在我的嘴上親了一大口。」布洛林說道。他的表演大受讚揚，除了奧斯卡提名，還獲得紐約影評人協會獎和國家評論協會的最佳男配角獎，並提名為美國演員工會獎最佳男配角。
2010年，他被選為同名漫畫改編電影《疤面鬼煞手》的主角約拿·海克斯。根據《香港蘋果日報》於2010年11月24日報導， 美國權威財經雜誌《福布斯》就2010年上映美國電影製作成本及全球票房收入，統計出10大最賠錢電影， 結果由美瑾·霍絲與喬許·布洛林合演的《疤面鬼煞手》淪為賠錢冠軍。成本4,800萬美元，全球票房僅1,100萬美元，只收回成本的24%。由於票房太差，香港代理發行電影商沒有安排電影於戲院上映，只安排影碟發行。
布洛林在於2012年5月上映的《MIB星際戰警3》中飾演年輕版的K探員。
由布洛林主演的《風雲男人幫》中的約翰·歐馬拉，電影在2013年發布，原定於在2012年9月發行。
布洛林曾經是查克·史奈德的《蝙蝠俠對超人：正義曙光》主角蝙蝠俠候選人，但最後仍讓給了班·艾佛列克。2014年5月，漫威宣佈布洛林將在《星際異攻隊》和《復仇者聯盟2：奧創紀元》擔任反派薩諾斯的配音。並在2018年的《復仇者聯盟3：無限之戰》正式以CG親自演出。2017年，他也確認演出福斯漫威電影《死侍2》中的機堡一角。

## 寫作和執導
2009年，喬許·布洛林開始執行製作《說話的人》，這部敘事紀錄片根據美國歷史學家霍華德·津恩的《美國人民的歷史》，以戲劇和音樂方式表現美國人平日的信件、日記和說話。
布洛林自編自導的短片《X》成為了他導演的處女作，電影描述一個犯人逃離監獄與他的女兒團聚並尋找被謀殺的母親，在2010年12月，電影於新澤西州友聯市國際電影節的開幕式上公映。

## 私生活

### 婚姻與家庭
1988年至1994年，布洛林和女演員Alice Adair結婚，他們有兩個孩子Trevor Mansur（生於1988年6月）和Eden（生於1994年）。離婚後曾和蜜妮·卓芙訂婚六個月。2004年8月15日，他和女演員黛安·蓮恩結婚。布洛林和蓮恩在2013年2月提出離婚。離婚於2013年11月27日正式生效。2015年3月，布洛林與他的前助手兼模特兒Kathryn Boyd開始交往。2016年9月24日，兩人結為夫妻。2018年11月，女兒Westlyn Reign Brolin出生。

### 法律問題
2004年12月20日，布洛林的妻子黛安·蓮恩和他發生口角後打電話報警稱遭到家暴，但之後蓮恩拒絕提出指控，雙方發言人表示只是一場誤會，但是在可能涉及肢體接觸的情況下，布洛林仍遭到逮捕，最後被裁定以兩萬美元交保。
2008年7月12日，在路易斯安那州的什里夫波特的Stray Cat酒吧，布洛林、傑佛瑞·懷特與其他五名《殊不簡單》的演員發生爭執而一同遭到逮捕，布洛林以334美元的交保獲釋。由於證據不足，什里夫波特的檢察官放棄了對布洛林等七位男性的進一步指控，就此結案。
2013年元旦，布洛林在美國加州聖莫尼卡的公共場合酗酒被捕，隨後以250美元交保。

## 作品列表

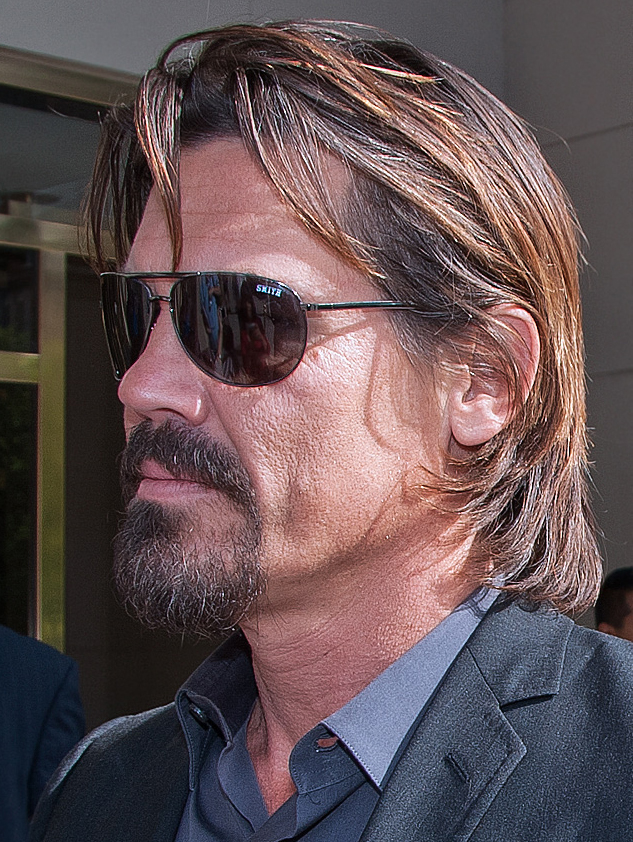
布洛林現身在2010年多倫多國際電影節

### 電影
| 年份 | 標題                  | 角色                                 | 附註 |
| ---- | --------------------- | ------------------------------------ | --- |
| 1985 | 七寶奇謀              | Brandon "Brand" Walsh                | |
| 1986 | Thrashin'             | Corey Webster                        | |
| 1994 | The Road Killers      | Tom                                  | |
| 1996 | 玫瑰花床              | Danny                                | |
| 1996 | 挑逗性遊戲            | Tony Kent                            | |
| 1997 | 秘密客                | Josh                                 | |
| 1997 | 看誰在尖叫            | James Gallman                        | |
| 1999 | 掃蕩三人組            | Billy Waites                         | |
| 1999 | 各懷鬼胎              | Bryce                                | |
| 1999 | It's the Rage         | Tennel                               | |
| 2000 | 透明人                | Matt Kensington                      | 提名－百視達娛樂獎最喜歡的男配角-科幻類 |
| 2000 | 邊城奪寶記            | Duster                               | |
| 2005 | 雙面瑪琳達            | Greg Earlinger                       | |
| 2005 | 深海尋寶              | Derek Bates                          | |
| 2006 | 陷索                  | Tarlow                               | |
| 2007 | 刑房                  | Dr. William Block                    | 電影：《恐怖星球》 |
| 2007 | 震撼效應              | Chief Buchwald                       | |
| 2007 | 險路勿近              | Llewelyn Moss                        | 國家評論協會獎最佳集體演出 鳳凰城影評人協會獎最佳集體演出 聖地亞哥影評人協會獎最佳集體演出 美國演員工會獎最佳集體演出 華盛頓地區影評人協會獎最佳演員 提名－廣播影評人協會獎最佳集體演出 提名－衛星獎電影類最佳男演員 提名－聖路易斯影評人協會獎最佳男配角 |
| 2007 | 美國黑幫              | Det. Reno Trupo                      | 提名－美國演員工會獎最佳集體演出 |
| 2008 | 殊不簡單              | 喬治·華克·布希                       | 提名－愛爾蘭電視電影獎最佳國際演員 提名－倫敦影評人協會獎最佳男演員 提名－衛星獎最佳男演員-電影音樂或喜劇類 |
| 2008 | 自由大道              | 丹·懷特                              | 廣播影評人協會獎最佳演員 國家評論協會獎最佳男配角 紐約影評人協會獎最佳男配角 鳳凰城影評人協會獎最佳演員 提名－奥斯卡最佳男配角獎 提名－廣播影評人協會獎最佳男配角 提名－美國演員工會獎最佳男配角 提名－聖路易影評人協會獎最佳男配角                       |
| 2009 | 說話的人              | 自己                                 | 記錄片 |
| 2010 | 疤面鬼煞手            | 約拿·海克斯                          | |
| 2010 | 橄欖球星之死          | 旁白                                 | 記錄片 |
| 2010 | 命中注定，遇見愛      | Roy                                  | |
| 2010 | 華爾街：金錢萬歲      | Bretton James                        | |
| 2010 | 真實的勇氣            | Tom Chaney                           | |
| 2012 | MIB星際戰警3          | 年輕的K探員                          | |
| 2013 | 風雲男人幫            | John O'Mara                          | |
| 2013 | 復仇                  | Joe Doucett                          | |
| 2013 | 一日一生              | Frank Chambers                       | |
| 2014 | 星際異攻隊            | 薩諾斯                               | 配音 |
| 2014 | 萬惡城市2：紅顏奪命   | Dwight McCarthy                      | |
| 2014 | 性本惡                | Lt. Det.Christian "Bigfoot" Bjornsen | 提名－廣播影評人協會獎最佳男配角 提名－芝加哥影評人協會獎最佳男配角 提名－底特律影評人協會獎最佳男配角 提名－在線影評人協會獎最佳男配角 提名－聖路易斯影評人協會獎最佳男配角 提名－多倫多影評人協會獎最佳男配角（第二名） 提名－土星獎最佳男配角          |
| 2015 | 復仇者聯盟2：奧創紀元 | 薩諾斯                               | 客串 |
| 2015 | 怒火邊界              | Matt Graver                          | |
| 2015 | 聖母峰                | 貝克·威瑟斯                          | |
| 2016 | 凱薩萬歲！            | 艾迪·曼尼克斯                        | |
| 2017 | 完美社區謀殺案        | 棒球教練                             | 鏡頭刪減 |
| 2017 | 無路可退              | Eric "Supe" Marsh                    | |
| 2018 | 復仇者聯盟3：無限之戰 | 薩諾斯                               | |
| 2018 | 死侍2                 | 納森·桑瑪斯／機堡                    | |
| 2018 | 怒火邊界2：毒刑者     | Matt Graver                          | |
| 2019 | 復仇者聯盟4：終局之戰 | 薩諾斯                               | |
| 2021 | 國旗日                | Uncle Beck                           | |
| 2021 | 沙丘                  | 葛尼·哈萊克                          | |
| 2024 | 沙丘：第二部          | 葛尼·哈萊克                          | |
| 2024 | 兄弟情                | Moke Munger                          | 兼監製 |
| 2025 | 凶器                  | Archer Graff                         | 兼執行製片人 |
| 2025 | 鋒迴路轉：亡者歸來    | Father Frank                         | |
| 2025 | 逃亡遊戲              | Dan Killian                          | |
| 2026 | 寂地                  | Bangley                              | |
| 2026 | 鯨落                  | Mitt Gardiner                        | |
| 2026 | 沙丘：第三部          | 葛尼·哈萊克                          | |

### 電視
| 年份      | 標題              | 角色                  | 附註                                                 |
| --------- | ----------------- | --------------------- | ---------------------------------------------------- |
| 1986      | 天堂之路          | Josh Bryant           | 單集：〈Finish Line〉                                |
| 1987–1988 | 私家偵探          | Johnny Betz           | 12集                                                 |
| 1987      | 龍虎少年隊        | Taylor Rolator        | 單集：〈My Future's So Bright, I Gotta Wear Shades〉 |
| 1989      | 終點線            | Glenn                 | 電視電影                                             |
| 1989–1992 | 原野飆龍          | 詹姆斯·巴特勒·希科克  | 67集                                                 |
| 1994      | 溫尼特卡路        | Jack Passion          | 6集                                                  |
| 1995      | 外星界限          | Jack Pierce           | 單集：〈Virtual Future〉                             |
| 1997      | 藍衣暴警          | Keith DeBruler        | 電視電影                                             |
| 2000      | Picnic            | Hal Carter            | 電視電影                                             |
| 2003      | 史德林先生        | Senator Bill Sterling | 10集                                                 |
| 2005      | 西部風雲史        | 傑迪戴厄·史密斯       | 迷你劇                                               |
| 2008–2024 | 週六夜現場        | 主持人／他自己        | 3集                                                  |
| 2012      | 人類：我們的故事  | 旁白                  |                                                      |
| 2021–2024 | 無限可能：假如…？ | 薩諾斯                | 配音；3集                                            |
| 2022–2024 | 異域              | Royal Abbott          | 8集                                                  |

## 外部連結
- 喬許·布洛林的Instagram帳戶
- 喬許·布洛林在互联网电影资料库（IMDb）上的資料（英文）
- 在AllMovie上喬許·布洛林的頁面（英文）